# ケーブルネット下関
株式会社ケーブルネット下関（ケーブルネットしものせき）は、山口県下関市に本社を置き、ケーブルテレビ（同時再放送、自主放送）と電気通信事業（インターネット接続、IP電話）を主たる業務とし、有線一般放送（ケーブルテレビ局）を運営する一般放送事業者および電気通信事業者である。
JCOM株式会社（J:COM）と下関市及び下関市の地場企業が出資して設立された企業で、J:COMの連結子会社である。会社および局呼称は「J:COM 下関」。

## 沿革
- 1996年（平成8年）9月5日 - 「株式会社ケーブルネット下関」設立。
- 1998年（平成10年）8月1日 - 開局。

## 事業所
本社
- 本社（北緯33度58分50.9秒 東経130度56分34.3秒 / 北緯33.980806度 東経130.942861度座標: 北緯33度58分50.9秒 東経130度56分34.3秒 / 北緯33.980806度 東経130.942861度）
  - 山口県下関市椋野町3丁目25番35号

事務所
- 下関営業事務所（北緯33度58分50.9秒 東経130度56分34.3秒 / 北緯33.980806度 東経130.942861度）
  - 山口県下関市椋野町3丁目25番35号（本社内）

## 提供区域内自治体
- 山口県
  - 下関市

## 業務内容
- 2019年（平成31年）1月1日現在。

統一サービス
1. J:COM TV（テレビ放送サービス[注 1]）
  1. 双方向機能（STBインターネット接続サービス）
  2. インタラクTV（STBテレビ向け情報サービス）
  3. ナビシェル（STB向けご案内画面サービス）
  4. J:COMオンデマンド（VODサービス）
  5. リモート録画予約（番組録画予約）
  6. ジェイコム マガジン（番組ガイド誌）
  7. J:COMチャンネル（第一コミュニティチャンネル）
  8. J:COMテレビ（第二コミュニティチャンネル）
2. J:COM NET（インターネット接続サービス）
  1. ZAQ（インターネットサービスプロバイダ）
  2. J:COM WiMAX 2+（4G（WiMAX）サービス[注 2]）
3. J:COM PHONE（固定電話（CATV電話）サービス）
  1. J:COM PHONE プラス（VoIP方式（プライマリ電話）サービス）[注 3]）
4. J:COM 電力
5. J:COM MOBILE（4G（LTE）サービス[注 4]）

付加サービス
- J:COM 緊急地震速報

### J:COM TV

#### 地上デジタル放送
- 表中、「伝送方式」欄の『部類』に関しては下記を参照。
  - 「PT」はパススルー方式。
  - 「TM」はトランスモジュレーション方式。
- 表中、『記号』に関しては下記を参照。
  - 「●」は視聴可能。
  - 「×」は視聴不可。
  - 「?」は不明。
- 2022年（令和4年）2月1日現在。

| リ モ コ ン キ \| ID | 放送局              | 三桁 チャンネル | 伝送方式 | 伝送方式 | 備考         |
| リ モ コ ン キ \| ID | 放送局              | 三桁 チャンネル | PT       | TM       | 備考         |
| -------------------- | ------------------- | --------------- | -------- | -------- | ------------ |
| 1                    | NHK総合・山口       | 011 012         | ●        | ●        |              |
| 1                    | 九州朝日放送        | 011 012         | ●        | ●        | 区域外再放送 |
| 2                    | NHKEテレ山口        | 021 022 023     | ●        | ●        |              |
| 3                    | テレビ山口          | 031 032 033     | ●        | ●        |              |
| 3                    | NHK総合・北九州     | 031 032         | ●        | ●        | 区域外再放送 |
| 4                    | 山口放送            | 041 042         | ●        | ●        |              |
| 4                    | RKB毎日放送         | 041 042         | ●        | ●        | 区域外再放送 |
| 5                    | 山口朝日放送        | 051 052 053     | ●        | ●        |              |
| 5                    | 福岡放送            | 051 052         | ●        | ●        | 区域外再放送 |
| 7                    | TVQ九州放送         | 071 072         | ●        | ●        | 区域外再放送 |
| 8                    | テレビ西日本        | 081 082         | ●        | ●        | 区域外再放送 |
| 11                   | J:COMテレビ         | 111 112         | ●        | ×        |              |
| 12                   | J:COMチャンネル下関 | 121 122 123     | ●        | ●        |              |

#### FMラジオ
- 2022年（令和4年）2月1日現在。

| MHz  | 放送局      | 備考         |
| ---- | ----------- | ------------ |
| 76.8 | COME ON! FM |              |
| 77.4 | CROSS FM    | 区域外再放送 |
| 78.1 | FM山口      |              |
| 80.4 | FM FUKUOKA  | 区域外再放送 |
| 82.9 | LOVE FM     | 区域外再放送 |
| 83.5 | NHK山口-FM  |              |

## ネーミングライツ
- J:COMアリーナ下関（下関市総合体育館） - ネーミングライツ・パートナー（契約期間2029年3月31日まで）[2]